# Nació Wyandotte
La Nació Wyandotte és una tribu reconeguda federalment a Oklahoma. Són amerindis descendents de la Confederació Wendat que tenia el seu territori entre la badia de Georgian i el llac Huron. Sota la pressió de la Confederació Iroquesa i d'altres tribus, després de colons europeus i el govern dels Estats Units, la tribu es van traslladar gradualment al sud i a l'oest d'Ohio, Michigan, Kansas i finalment Oklahoma als Estats Units.
Grups més petits de descendents Wendat viuen a Kansas i Michigan. La Nació Huron-Wendat té una reserva a Wendake (Quebec), Canadà, amb una població propera a la de la Nació Wyandotte.

## Govern
La seu de la Nació Wyandotte reconeguda a nivell federal està s Wyandotte (Oklahoma), i la seva àrea jurisdiccional tribal està en Comtat d'Ottawa (Oklahoma).
Billy Friend és el Cap elegit, actualment compleix un terme de quatre anys. La Nació Wyandotte pot emetre les seves pròpies matrícules de vehicles tribal i operar la seva pròpia autoritat d'habitatge. Tenen un departament de policia de deu homes que proporciona 24 hores de compliment de la llei a la Nació i l'àrea circumdant.
Dels 4,957 wyandots registrats, 1,218 viuen a l'estat d'Oklahoma. La inscripció es basa en el descens lineal; és a dir, la tribu no té cap requisit mínim de quàntum de sang.

## Desenvolupament econòmic i programes

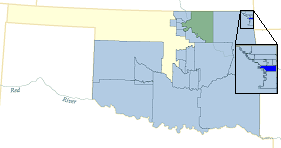
Àrea jurisdiccional tribal de la Nació Wyandotte

La tribu opera el Bearskin Fitness Center, el Wyandotte Nation Environmental Department, i el Bearskin Health and Wellness Center. The Turtle Speaks és el diari tribal.
La tribu també posseeix el Wyandotte Nation Casino a Wyandotte, Oklahoma. A més, la tribu posseeix una parada de camions, una gasolinera, i una botiga de fum. Emeten les seves pròpies matrícules tribals.
També posseeix el Temple del Ritual Maçònic Escocès a Kansas City (Kansas) i té el control legal del proper Wyandot National Burying Ground. Han adquirit terra a Park City (Kansas), amb la intenció de construir-hi un casino i un hotel.

## Esdeveniments
El powwow anual de la tribu se celebra a Oklahoma durant el primer cap de setmana de setembre i compta amb concursos de ball, Gourd Dance i stomp dance.

## Història
Els Wendat, nom que es donen a si mateixos, o Wyandotte, com són anomenats després de barrejar-se amb altres grups relacionats, són una tribu d'amerindis dels Boscos orientals que parlava una llengua iroquesa. Llur nom podria significar "habitants d'una península" o "illencs."
la primera Confederació Wendat fou creada pel 1400 CE, quan els Attignawantan (Nació Ós) i els Attigingueenongnahac (Poble de la Corda) combinaren forces. Ells, alhora, s'uniren als Arendaronon (Poble de les roques), Ataronchronon (Poble d'Una Casa), i els Tahontaenrat (Nació Cérvol). Els estudiosos creuen que antigament aquests pobles eren les bandes que restaven dels iroquesos de St. Lawrence, qui establiren viles vora l'actual Montreal i foren visitats pels primers exploradors francesos. Tanmateix, els arqueòlegs han excavat nombrosos jaciments d'assentaments al llarg del nord del llac Ontario, amb proves abundants que condueixen a la conclusió que aquest fou el lloc original de la coalició dels Wendat. Més tard van emigrar a la zona prop de la badia de Georgian, on van ser trobats pels exploradors francesos al segle xvii.
Els exploradors francesos van trobar els Wyandotte al voltant de 1536 i ells van anomenar huron. Eren ferotges enemics de les nacions de la Confederació Iroquesa, llavors amb base a l'actual Nova York. Delmada per epidèmies de verola, la Confederació Wendat va quedar seriosament debilitada durant les primeres dècades de principis del segle xvii. En 1649, van ser derrotats pels iroquesos i la majoria van emigrar al sud-oest per seguretat, on es van establir amb les tribus Odawa i Illinois. Altres es van moure a l'est fins a Quebec.
Les restes dels pobles associats Wendat i Petun es van reunir com a nou grup, que es va conèixer com els Wyandot de Wyandotte. A principis del segle xviii el poble Wyandotte s'havien traslladat a la vall del riu Ohio, que s'estenia a les zones del que seria Virgínia Occidental, Indiana i Michigan. Al voltant de 1745, els grups grans es van establir prop de Sandusky (Ohio). Després de la Revolució Americana, un tractat signat amb els Estats Units en 1785 va confirmar les seves terres. No obstant això, el Tractat de Greenville de 1785 reduí considerablement la seva grandària.
El Tractat de Fort Meigs de 1817 reduí les terres Wyandotte dràsticament, deixant-los només petites parcel·les a Ohio. En 1842, els Wyandotte van perdre tota la seva terra a l'est del riu Mississipi, sota la pressió de la política del govern dels Estats Units per deportar els nadius americans a Occident. Van signar un tractat amb el govern dels EUA pel qual havien de ser compensats per les seves terres.
Van ser traslladats a la reserva Delaware a l'actual Kansas, aleshores considerat Territori Indi. Durant aquesta migració i els primers mesos van patir moltes malalties. En 1843, els supervivents van enterrar els seus morts en una alt turó amb vistes al riu Missouri en el que es va convertir en el cementiri Huró en l'actual Kansas City (Kansas). El 1971 fou registrat en el Registre Nacional de Llocs Històrics. Ara es diu la Wyandot National Burying Ground.
Després de la Guerra Civil dels Estats Units, el Wyandotte que no s'havien convertit en ciutadans dels Estats Units en 1855 a Kansas, es van retirar per última vegada en 1867 a l'actual Oklahoma. Es van establir en 20.000 acres (81 km²) en la cantonada nord-est de Territori Indi. La Seneca, Shawnee, and Wyandotte Industrial Boarding School, també anomenada Missió Wyandotte, va obrir les seves classes a Wyandotte (Oklahoma) en 1872.
En 1893, la Llei de Dawes requeria que les propietats comunals tribals al territori indi es poguessin dividir en parcel·les individuals. La terra va ser dividida entre els 241 membres de la tribu consignats als Registres Dawes. Els membres Wyandotte a Oklahoma retingueren alguna estructura tribal, i encara tenien el control de la propietat comunal del Cementiri Huron, per llavors adjuntat a Kansas City.

### Reorganització com a nació
l 1937, aprofitant l'oportunitat presentada per l'Oklahoma Indian Welfare Act de 1934 per recuperar l'estructura tribal i l'autogovern, ela Wyandotte es van organitzar wn la Nació Wyandotte d'Oklahoma, canviant després el nom a simplement Nació Wyandotte, i assoliren reconeixement federal. La llei va permetre als nadius americans posseir béns en comú novament i desenvolupar l'autogovern i sobirania.

### Els esforços de terminació
L'1 d'agost de 1956, el Congrés dels Estats Units va aprovar la Llei Pública ch. 843, 70 Stat. 893 per terminar la Tribu Wyandotte d'Oklahoma com a part de la política de terminació índia federal. Van ser assignats tres anys per a completar la terminació i una de les estipulacions requeria que una parcel·la de terra a Kansas City, reservada a Kansas com a Cementiri Huron que s'havia atorgat als Wyandottes per tractat el 31 de gener de 1855 anava a ser venuda pels Estats Units. Es van presentar litigis per un grup d'Absentee Wyandots contra els Estats Units i la ciutat de Kansas City, Kansas que va donar lloc a la incapacitat dels EUA per complir amb els termes de la llei de Terminació i finalment va salvar la Tribu Wyandotte Tribu de ser terminada. El registre del Bureau of Land Management confirma que el Registre Federal mai ha publicat la terminació de les terres Wyandotte i, per tant, mai es van donar per terminats oficialment.
Per aclarir la incertesa, ja que s'havia aprovat una llei real, quan el Congrés va restablir l'altra Llei de Tribus d'Oklahoma, va incloure els Wyandotte en la derogació. El 15 de maig de 1978, en una sola llei, la Llei 95-281 Pública, van ser derogades totes les lleis de terminació i les tres tribus van ser reintegrades amb tots els drets i privilegis que tenien abans de la terminació.

### Cementiri Huron
Durant dècades, el Cementiri Huron era una font de controvèrsia entre la Nació Wyandotte d'Oklahoma i els descendents Wyandot a Kansas. Els primers volien vendre la propietat per a la reurbanització. Kansas City també estava ansiós perquè el desenvolupament, ja que la ciutat s'havia annexionat la totalitat de la propietat a la zona. En 1907 era un lloc privilegiat; a prop d'allà hi havia una nova Biblioteca Carnegie, el Grund Hotel, i el Temple Maçònic en reconstrucció després d'un incendi.
El 1906, la Nació Wyandotte va autoritzar el secretari de l'Interior a vendre el cementiri, mentre que els cossos serien reenterrats al proper cementiri de Quindaro. Aquesta proposta va ser rebutjada per Lyda Conley i les seves dues germanes a la ciutat de Kansas, qui van posar en marxa el que es va convertir en una campanya de diversos anys per preservar el sòl sacre. Van aconseguir molt suport. El 1916 el senador Charles Curtis de Kansas, que era d'ascendència parcialment ameríndia, va guanyar l'aprovació d'un projecte de llei protegia el cementiri com un parc nacional i proporcionava alguns fons per al seu manteniment. Irònicament, va ser la disputa d'aquest cementiri el que va salvar a la tribu de la terminació durant la dècada de 1950.
Amb els anys, la Nació Wyandotte va continuar explorant maneres d'augmentar els ingressos de la tribu, incloent obres d'ampliació del cementiri Huron. Els descendents a Kansas es resistiren enèrgicament aquests esforços. El 1971, el cementiri era esmentat en el Registre Nacional de Llocs Històrics. El 1998, la Nació Wyandotte d'Oklahoma i la Nació Wyandot de Kansas van arribar a un acord per preservar el Wyandot National Burying Ground per a usos religiosos, culturals i relacionats d'acord amb la seva història sagrada i ús.

### Confederació Wendat
L'agost de 1999, la Nació Wyandotte va reunir la contemporània Confederació Wendat, juntament amb la Nació Wyandot de Kansas, els Huron-Wendat de Wendake (Quebec), i la Nació Wyandot d'Anderdon a Michigan. Les tribus es van comprometre a proporcionar-se ajuda mútua entre si en un esperit de pau, parentiu, i unitat.
Això fou seguit d'una reunió important de reconciliació Huronia a Midland, Ontario, Canadà, amb la presència de representants de la Confederació Iroquesa, nacions Wyandotte, britànics, holandesos, Església Anglicana i germans jesuïtes catòlics francesos. El cap de setmana d'esdeveniments va ser organitzat pel Comitè de Reconciliació Huronia.